# Adelphicos quadrivirgatum
Adelphicos quadrivirgatus là một loài rắn trong họ Rắn nước. Loài này được Jan mô tả khoa học đầu tiên năm 1862.

## Phân bố
A. quadrivirgatum được tìm thấy ở Belize, Guatemala, Honduras, Nicaragua, và các bang Mexico gồm Chiapas, Hidalgo, Oaxaca, Puebla, Querétaro, San Luis Potosí, và Tamaulipas.